# Algernon Percy, VI duca di Northumberland
Lord Algernon Percy, VI duca di Northumberland (Hastings, 20 maggio 1810 – Coventry, 2 gennaio 1899) è stato un politico britannico, conosciuto come Lord Lovaine tra il 1830 ed il 1865 e Conte Percy tra il 1865 ed il 1867.

## Biografia
Era il figlio di George Percy, V duca di Northumberland, e di sua moglie, Louisa Stuart-Wortley, figlia di James-Archibald Stuart-Wortley-Mackenzie. Fu educato all'Eton College.

## Carriera
Northumberland sedette alla Camera dei comuni come membro per Bere Alston (1831-1832) e per North Northumberland (1852-1865). Servì Lord Civile dell'Ammiragliato (1858-1859) e come Paymaster-General e Vicepresidente del Board of Trade nel 1859. L'ultimo anno prestò giuramento anche nel Privy Council.
Nel 1867 successe nel ducato alla morte del padre ed entrò nella Camera dei lord. Si unì al secondo governo del conte di Beaconsfield come Lord Privy Seal nel 1878, con un seggio nel gabinetto, incarico che mantenne fino alla caduta del governo nel 1880.
Northumberland fu anche Lord luogotenente di Northumberland (1878-1899) He was made a Knight of the Garter in 1886.. Nel 1886 venne insignito dell'Ordine della Giarrettiera.

## Matrimonio
Sposò, il 26 maggio 1845, Louisa Drummond (?-18 dicembre 1890), figlia di Henry Drummond. Ebbero due figli:
- Henry Percy, VII duca di Northumberland (29 maggio 1846-14 maggio 1918);
- Algernon Malcolm Arthur Percy (2 ottobre 1851-28 dicembre 1933), sposò Lady Victoria Edgcumbe, ebbero due figli.

## Morte
Sua moglie morì nel 1890. Northumberland le sopravvisse di nove anni e morì nel gennaio 1899, all'età di 88 anni. Il duca e sua moglie furono sepolti nella tomba della famiglia Percy nell'Abbazia di Westminster.

## Ascendenza
|                                               |                                |                                                | Genitori                                    |  |  | Nonni |  |  | Bisnonni                             |  |  | Trisnonni         |  |
|                                               |                                |                                                |                                             |  |  |       |  |  | Hugh Percy, I duca di Northumberland |  |  | Langdale Smithson |  |
|                                               |                                |                                                |                                             |  |  |       |  |  | Hugh Percy, I duca di Northumberland |  |  | Langdale Smithson |  |
|                                               |                                | Philadelphia Revely                            |                                             |  |  |       |  |  | Hugh Percy, I duca di Northumberland |  |  |                   |  |
| Algernon Percy, I conte di Beverly            |                                |                                                |                                             |  |  |       |  |  | Hugh Percy, I duca di Northumberland |  |  |                   |  |
|                                               |                                | Elizabeth Seymour, II baronessa Percy          | Algernon Seymour, VII duca di Somerset      |  |  |       |  |  |                                      |  |  |                   |  |
|                                               |                                | Elizabeth Seymour, II baronessa Percy          | Algernon Seymour, VII duca di Somerset      |  |  |       |  |  |                                      |  |  |                   |  |
|                                               |                                | Elizabeth Seymour, II baronessa Percy          | Frances Thynne                              |  |  |       |  |  |                                      |  |  |                   |  |
| George Percy, V duca di Northumberland        |                                | Elizabeth Seymour, II baronessa Percy          |                                             |  |  |       |  |  |                                      |  |  |                   |  |
|                                               |                                | Peter Burrell                                  | Peter Burrell                               |  |  |       |  |  |                                      |  |  |                   |  |
|                                               |                                | Peter Burrell                                  | Peter Burrell                               |  |  |       |  |  |                                      |  |  |                   |  |
|                                               |                                | Peter Burrell                                  | Amy Raymond                                 |  |  |       |  |  |                                      |  |  |                   |  |
| Isabella Susannah Burrell                     |                                | Peter Burrell                                  |                                             |  |  |       |  |  |                                      |  |  |                   |  |
|                                               |                                | Elizabeth Lewis                                | John Lewis                                  |  |  |       |  |  |                                      |  |  |                   |  |
|                                               |                                | Elizabeth Lewis                                | John Lewis                                  |  |  |       |  |  |                                      |  |  |                   |  |
|                                               |                                | Elizabeth Lewis                                | …                                           |  |  |       |  |  |                                      |  |  |                   |  |
| Algernon Percy, VI duca di Northumberland     |                                | Elizabeth Lewis                                |                                             |  |  |       |  |  |                                      |  |  |                   |  |
|                                               | John Stuart, III conte di Bute | James Stuart, II conte di Bute                 |                                             |  |  |       |  |  |                                      |  |  |                   |  |
|                                               | John Stuart, III conte di Bute | James Stuart, II conte di Bute                 |                                             |  |  |       |  |  |                                      |  |  |                   |  |
|                                               | John Stuart, III conte di Bute | lady Anne Campbell                             |                                             |  |  |       |  |  |                                      |  |  |                   |  |
| lord James Archibald Stuart-Wortley-Mackenzie | John Stuart, III conte di Bute |                                                |                                             |  |  |       |  |  |                                      |  |  |                   |  |
|                                               |                                | Mary Wortley-Montagu, I baronessa Mount Stuart | Edward Wortley-Montagu                      |  |  |       |  |  |                                      |  |  |                   |  |
|                                               |                                | Mary Wortley-Montagu, I baronessa Mount Stuart | Edward Wortley-Montagu                      |  |  |       |  |  |                                      |  |  |                   |  |
|                                               |                                | Mary Wortley-Montagu, I baronessa Mount Stuart | lady Mary Pierrepont                        |  |  |       |  |  |                                      |  |  |                   |  |
| Louisa Stuart-Wortley-Mackenzie               |                                | Mary Wortley-Montagu, I baronessa Mount Stuart |                                             |  |  |       |  |  |                                      |  |  |                   |  |
|                                               |                                | sir David Cunynghame, III baronetto            | sir David Cunynghame, I baronetto           |  |  |       |  |  |                                      |  |  |                   |  |
|                                               |                                | sir David Cunynghame, III baronetto            | sir David Cunynghame, I baronetto           |  |  |       |  |  |                                      |  |  |                   |  |
|                                               |                                | sir David Cunynghame, III baronetto            | Elizabeth Baird                             |  |  |       |  |  |                                      |  |  |                   |  |
| Margaret Cunynghame                           |                                | sir David Cunynghame, III baronetto            |                                             |  |  |       |  |  |                                      |  |  |                   |  |
|                                               |                                | lady Mary Montgomerie                          | Alexander Montgomerie, IX conte di Eglinton |  |  |       |  |  |                                      |  |  |                   |  |
|                                               |                                | lady Mary Montgomerie                          | Alexander Montgomerie, IX conte di Eglinton |  |  |       |  |  |                                      |  |  |                   |  |
|                                               |                                | lady Mary Montgomerie                          | lady Anne Gordon                            |  |  |       |  |  |                                      |  |  |                   |  |
|                                               |                                | lady Mary Montgomerie                          |                                             |  |  |       |  |  |                                      |  |  |                   |  |